# Chiesa di Sant'Antonio Abate (Castelletto sopra Ticino)
La chiesa prepositurale di Sant'Antonio Abate è la parrocchiale di Castelletto sopra Ticino, in provincia e diocesi di Novara; fa parte dell'unità pastorale del Ticino.

## Storia

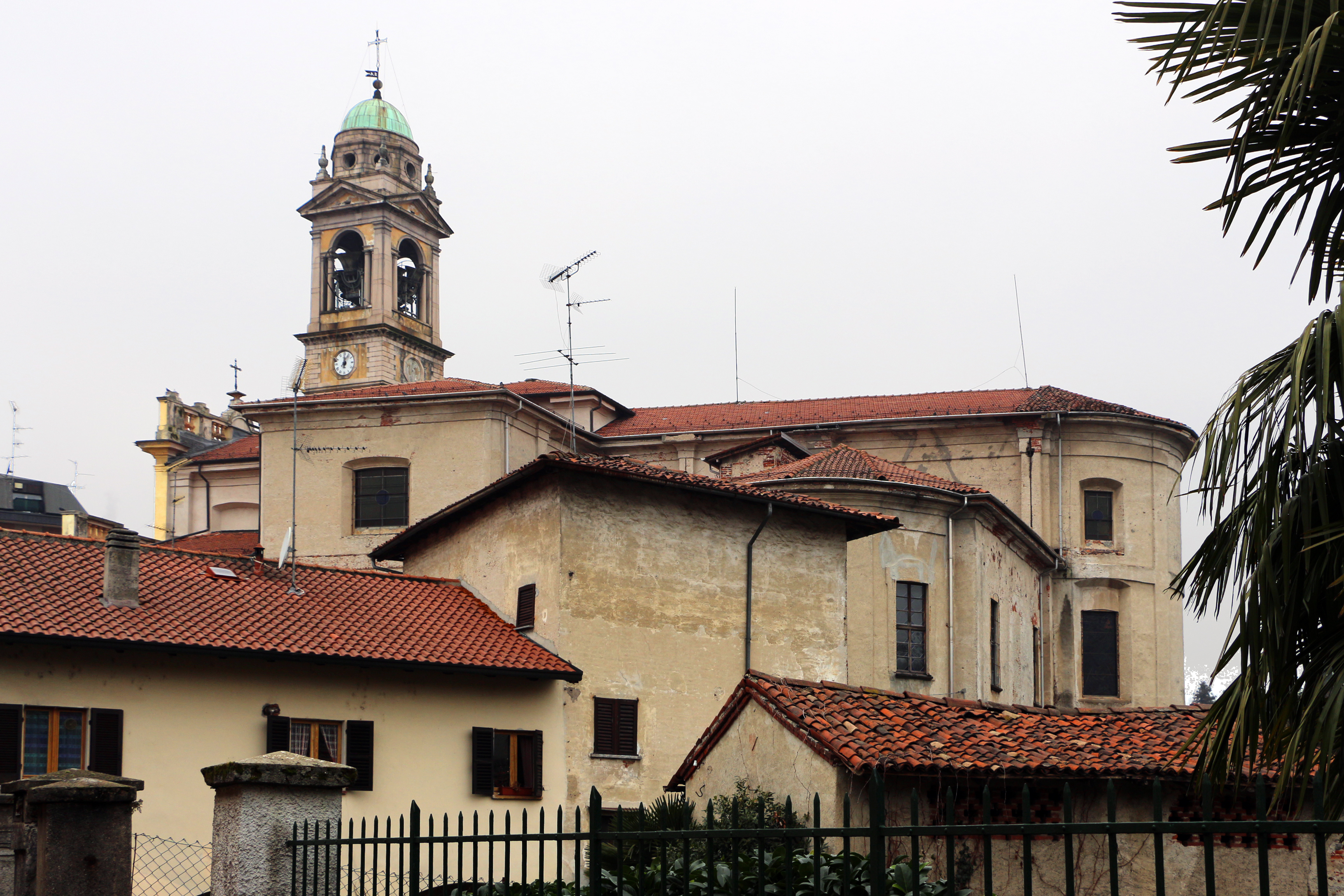
La chiesa vista tra le case del paese

La precedente chiesa di Castelletto sopra Ticino venne edificata nel XV secolo.
Il 21 maggio 1713 la chiesa fu elevata a prepositurale e verso la metà di quel secolo si rivelò insufficiente a soddisfare le esigenze dei fedeli e si decise, pertanto, di farne sorgere al suo posto una di maggiori dimensioni.
La prima pietra della nuova parrocchiale venne posta il 18 agosto 1765; l'edificio fu portato a termine nel 1775.
La consacrazione venne poi impartita il 5 gennaio del 1800 dal vescovo di Acqui Giacinto della Torre.
Nel 1875 venne edificata la facciata, disegnata da Ercole Marietti.

## Descrizione

### Facciata

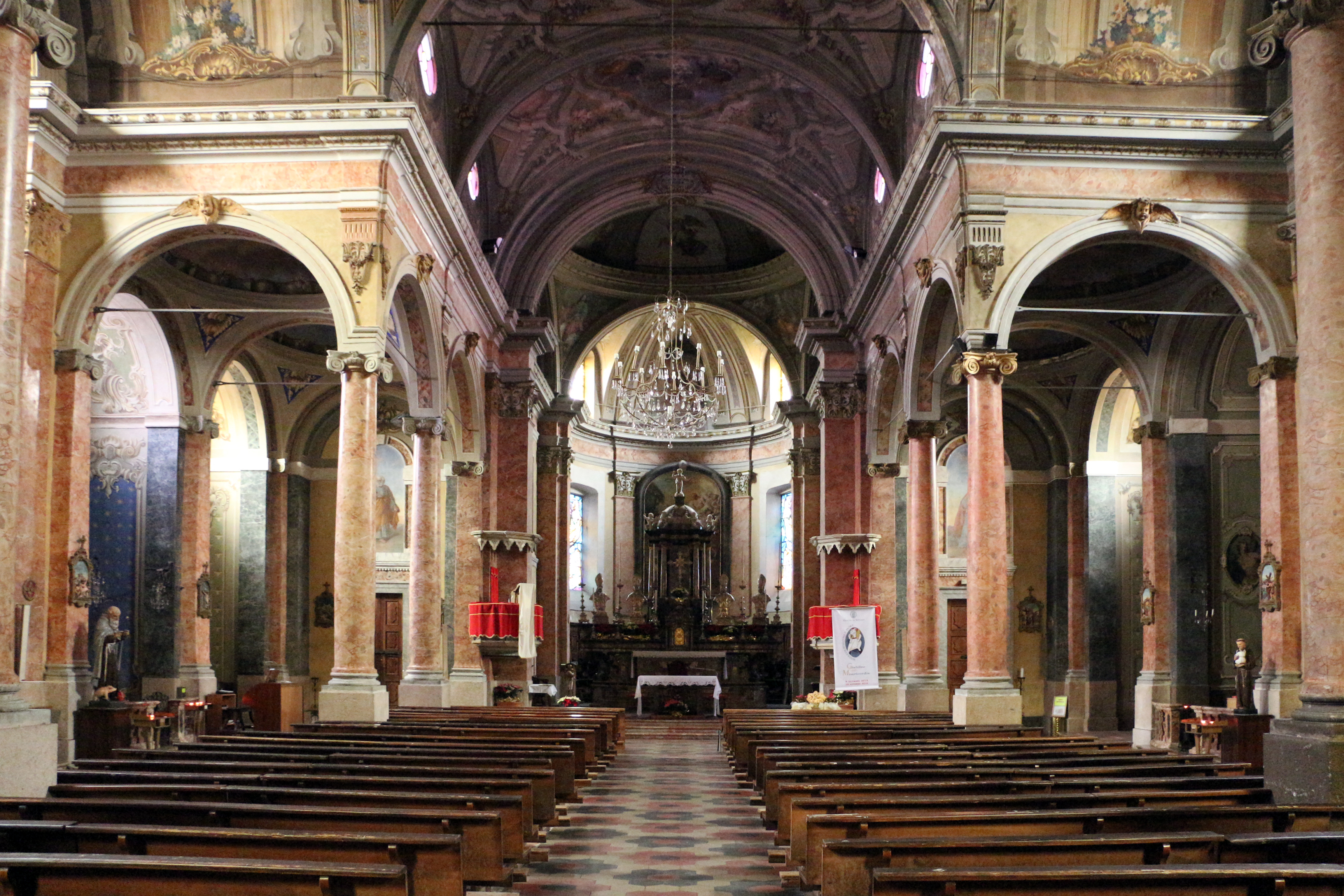
L'interno

La facciata della chiesa a salienti è scandita da una cornice marcapiano che la spartisce in due registri; quello inferiore è scandito da sei lesene e presenta tre portali d'ingresso, due finestre e altrettante nicchie ospitanti delle statue, mentre quello superiore, più stretto, è caratterizzato ai lati da due coppie di lesene binate inframezzate da delle nicchie con statue e al centro da un finestrone.

### Interno
L'interno è ripartito in tre navate da colonne sorreggenti archi a tutto sesto e si presenta in stile barocco; qui sono conservate diverse opere di pregio, tra le quali l'altare maggiore in marmo, l'ancona con il dipinto raffigurante il Transito di sant'Antonio Abate, l'altare laterale della Beata Vergine del Rosario, originariamente collocato nella non più esistente chiesa milanese di Santa Maria della Scala, la tela ritraente San Giuseppe e Gesù che lavorano nella bottega, eseguita da Pietro Verzetti, la statua lignea della Madonna con in braccio il Bambino, l'altare ligneo del Sacro Cuore di Gesù, l'immagine raffigurante il battesimo di Gesù con san Giovanni Battista e i dipinti della cupola con soggetto la Gloria di sant'Antonio Abate, eseguiti nel 1878 da Paolo Maggi e da Mosè Turri.